# Poljana (gmina Prevalje)
Poljana – wieś w Słowenii, w gminie Prevalje. W 2018 roku liczyła 108 mieszkańców.
W dniach 14-15 maja 1945 r. stoczono niedaleko wsi ostatnią bitwę II wojny światowej w Europie, w której starły się ze sobą siły Jugosłowiańskiej Armii Ludowej, wspierane przez Brytyjczyków z jednostkami Wehrmachtu, siłami zbrojnymi Niepodległego Państwa Chorwackiego, Czarnogórską Armią Narodową i Słoweńską Domobraną.